# 국도 제21호선

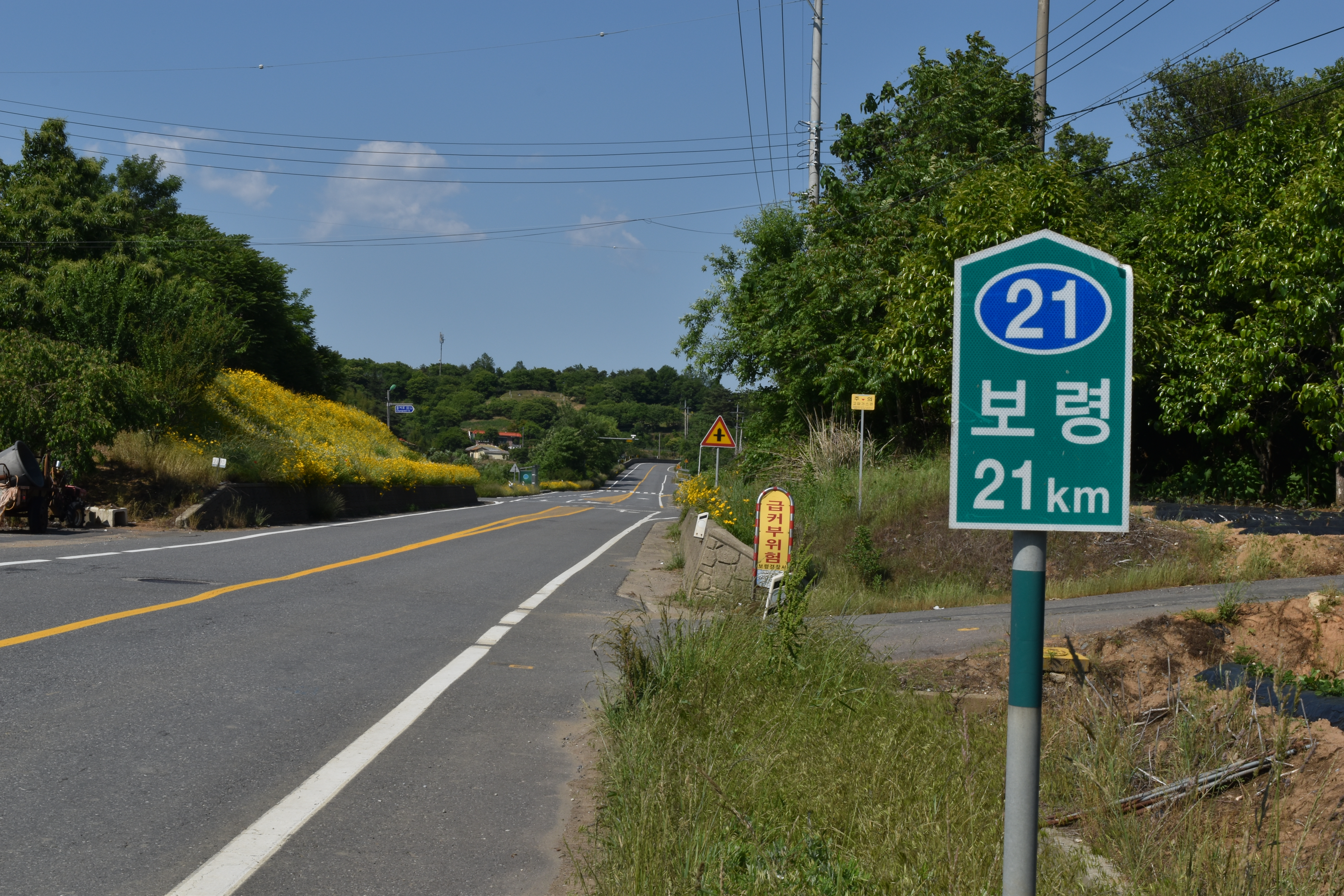
보령시 인근을 지나는 국도 제21호선

국도 제21호선 (國道第二十一號線)은 전북특별자치도 남원시 대강면 대강면 행정복지센터에서 경기도 이천시 장호원읍 송산삼거리를 연결하는 대한민국의 일반 국도이다.

## 연혁
- 1971년 8월 31일 : 일반국도노선지정령에 의해 국도 제21호선 군산 ~ 천안선이 됨.[1]
- 1973년 9월 8일 : 선형 개량으로 인해 보령군 주포면 보령리 956m 구간을 610m로, 보령군 대천읍 명천리 600m 구간을 736m로, 홍성군 홍성읍 오관리 650m 구간을 480m로, 홍성군 홍성읍 남장리 300m 구간을 170m로, 홍성군 광천읍 상정리 ~ 백계리 370m 구간을 220m로, 홍성군 광천읍 용암리 560m 구간을 500m로 도로구역 변경[2]
- 1975년 8월 8일 : 보령군 남포면 옥동리 ~ 웅천면 두룡리 총 2.675km 구간 개통 및 기존 3.12km 구간 폐지, 예산군 응봉면 계정리 ~ 지석리 660m 구간 개통 및 기존 830m 구간 폐지, 서천군 비인면 성내리 ~ 종천면 화산리 총 2.675km 구간 개통 및 기존 3.78km 구간 폐지[3]
- 1981년 3월 14일 : 종점을 '충청남도 천안시'에서 '경기도 이천군 장호원읍'으로 연장함. 이에 따라 '군산 ~ 천안선'에서 '군산 ~ 장호원선'이 됨.[4]
- 1981년 4월 16일 : 국도로 승격된 충청남도 서천군 장항읍 신창동 ~ 충청북도 음성군 감곡면 왕장리 95.632km 구간 개통[5]
- 1981년 5월 30일 : 대통령령 제10247호 일반국도노선지정령 개정에 따라 연장된 63km 구간으로 도로구역 변경[6]
- 1986년 9월 29일 : 기존 지정 구간인 천원군 목천면 신대리 ~ 북면 연춘리 3.65km 구간, 온양시 남동 ~ 아산군 배방면 장재리 3.52km 구간 폐지[7]
- 1987년 1월 31일 : 온양우회도로(온양시 모종동 ~ 권곡동) 구간을 포함한 온양시 모종동 ~ 천안시 쌍용동 11.34km 구간 개통[8]
- 1987년 5월 26일 : 기존 지정 구간인 주산교(보령군 주산면 야룡리), 광천읍 소재지(홍성군 광천읍 옹암리 ~ 신진리), 예산읍 소재지(예산군 예산읍 주교리 ~ 산성리), 아산군 신창면 읍내리, 배방면 소재지(온양시 배방면 신동리 ~ 공수리) 구간 폐지[9]
- 1987년 7월 21일 : 천원군 목천면 신계리 ~ 북면 연춘리 2.88km 구간 개통[10]
- 1988년 3월 25일 : 홍성군 구항면 마온리 280m 구간 개통 및 기존 310m 구간 폐지, 홍성군 홍성읍 남장리 160m 구간 개통 및 기존 190m 구간 폐지, 보령군 청소면 죽림리 ~ 재정리 270m 구간 개통 및 기존 340m 구간 폐지, 아산군 배방면 세교리 150m 구간 개통 및 기존 160m 구간 폐지[11]
- 1996년 7월 1일 : 기점을 '전라북도 군산시'에서 '전라북도 전주시'로 연장함. 이에 따라 '전주 ~ 이천선'이 됨.[12]
- 1997년 12월 20일 : 전주시 덕진구 용정동 ~ 군산시 내초동 45.5km 구간을 자동차 전용도로로 지정[13]
- 1997년 12월 24일 : 홍성군 홍성읍 대교리 ~ 예산군 오산면 역탑리 15.1km 구간 신설 개통, 기존 17.2km 구간 폐지[14]
- 1998년 1월 8일 : 서천군 비인면 관리 ~ 성내리 3.24km 구간 신설 개통, 기존 2.1km 구간 폐지[15]
- 1998년 4월 9일 : 음성군 맹동면 쌍정리 ~ 인곡리 1.6km 구간 개통, 기존 1.65km 구간 폐지[16]
- 1998년 9월 24일 : 충청남도 아산시 신창면 읍내리 ~ 남동 12.7km 구간을 자동차 전용도로로 지정[17]
- 2001년 3월 23일 : 전주 나들목 개량사업으로 전주시 덕진구 반월동 ~ 용정동 660m 구간 도로구역 변경[18]
- 2001년 5월 14일 : 진천군 덕산면 함목리 880m 구간 개통, 기존 920m 구간 폐지[19]
- 2001년 7월 1일 : 내초 ~ 옥산간 도로(군장산업기지 진입도로, 군산시 내초동 ~ 옥산면 당북리) 11.7km 구간 확장 개통[20]
- 2001년 8월 25일 : 기점을 '전라북도 전주시'에서 '전라북도 남원시 대강면'으로 연장. 이에 따라 '남원 ~ 이천선'이 됨.[21]
- 2001년 11월 7일 : 보령시 대천동 ~ 홍성군 광천읍 옹암리 15.45km 구간 확장 개통, 기존 16.2km 구간 폐지[22]
- 2001년 12월 27일 : 보령시 주교면 관창리 ~ 주교리 2.42km 구간 확장 개통, 기존 2.3km 구간 폐지[23]
- 2001년 12월 31일 : 옥산 ~ 대야간 도로(군장산업기지 진입도로, 군산시 옥산면 당북리 ~ 대야면 복교리, 군산시 개정면 운회리 ~ 옥석리) 9.8km 구간 확장 개통. 대야 ~ 공덕, 성덕 ~ 대야간 도로 2km 구간 동시 개통[24]
- 2002년 5월 28일 : 대야 ~ 공덕 ~ 전주간 도로(전주시 덕진구 조촌동 ~ 군산시 대야면 지경리) 25.9km 구간 확장 개통[25]
- 2002년 12월 9일 : 보령시 남포면 옥동리 ~ 주교면 관창리 10.4km 구간을 자동차 전용도로로 지정[26]
- 2004년 7월 5일 : 완주군 상관면 신리 ~ 전주시 완산구 원당동 8.91km 구간을 자동차 전용도로로 지정[27]
- 2004년 12월 5일 : 진천군 진천읍 교성리 ~ 상신리 41.km 구간 확장 개통[28]
- 2005년 12월 30일 : 정읍시 구룡동 ~ 송산동 3.2km 구간 확장 개통[29]
- 2005년 12월 31일 : 보령시 화산동 ~ 주교면 관창리 4.24km 구간 확장 개통[30]
- 2006년 8월 16일 : 아산시 국도대체우회도로(아산시 신창면 행목리 ~ 배방면 구령리) 11.9km 구간 확장 개통[31]
- 2007년 12월 20일 : 덕산 ~ 예산간 도로(예산군 예산읍 관작리 ~ 궁평리) 3.6km 구간 확장 개통[32]
- 2007년 12월 31일 : 천안시 성남면 화성리 ~ 병천면 탑원리 3.17km 구간 확장 개통, 기존 천안시 북면 상동리 ~ 병천면 탑원리 4.02km 구간 폐지[33]
- 2008년 7월 14일 : 아산시 국도대체우회도로(아산시 신창면 읍내리 ~ 행목리) 1.5km 구간 확장 개통[34]
- 2008년 12월 26일 : 구이 ~ 용정간 도로(완주군 상관면 신리 ~ 전주시 완산구 삼천동3가) 16.7km 구간 개통[35]
- 2008년 12월 31일 : 홍성남부우회도로(홍성군 구항면 마온리 ~ 금마면 장성리) 5.8km 구간 신설 개통, 기존 홍성읍내를 통과하는 6.4km 구간 폐지[36]
- 2009년 12월 22일 : 보령시 남포면 옥동리 ~ 화산동 7.09km 구간 확장 개통, 기존 보령시 남포면 옥동리 ~ 주교면 관창리 10.2km 구간 폐지[37]
- 2010년 11월 22일 : 아산시 신창면 읍내리 600m 구간 확장 개통[38]
- 2010년 12월 31일 : 아산시 국도대체우회도로 개통으로 기존 아산시 신창면 읍내리 ~ 배방읍 구령리 11.5km 구간 폐지[39]
- 2011년 3월 28일 : 전주시 덕진구 용정동 ~ 완주군 용진면 용흥리 11.23km 구간을 자동차 전용도로로 지정[40]
- 2012년 11월 28일 : 진천IC ~ 금왕간 도로 1공구(진천군 진천읍 상신리 ~ 음성군 맹동면 마산리) 11.02km 구간 확장 개통, 기존 진천군 진천읍 상신리 ~ 음성군 맹동면 본성리 9.6km 구간 폐지[41]
- 2012년 12월 28일 : 진천IC ~ 금왕간 도로 2공구(음성군 맹동면 마산리 ~ 음성군 금왕읍 각회리) 9.9km 구간 확장 개통, 기존 음성군 맹동면 본성리 ~ 생극면 병암리 11.762km 구간 폐지[42]
- 2013년 12월 19일 : 아산시 배방읍 구령리 ~ 천안시 동남구 신방동 7.0km 구간 확장 개통, 기존 아산시 배방읍 공수리 ~ 북수리 1.5km 구간 폐지[43]
- 2015년 2월 13일 : 용정 ~ 용진간 도로 중 용정 교차로 ~ 반월 교차로(전주시 덕진구 용정동 ~ 고량동) 3.2km 구간 확장 개통[44]
- 2015년 12월 28일 : 순창군 적성면 내월리 ~ 동계면 구미리 2.7km 구간 확장 개통, 기존 2.0km 구간 폐지[45]
- 2016년 10월 28일 : 용정 ~ 용진간 도로 중 반월 교차로 ~ 용진 교차로 (전주시 덕진구 고량동 ~ 완주군 용진읍 용흥리) 8.0km 구간 확장 개통[46]
- 2016년 10월 28일 : 용정 ~ 용진간 도로 중 반월 교차로 ~ 용진 교차로 (전주시 덕진구 고량동 ~ 완주군 용진읍 용흥리) 8.0km 구간 개통을 11월로 연기[47]
- 2016년 11월 10일 : 용정 ~ 용진간 도로 중 반월 교차로 ~ 용진 교차로 (전주시 덕진구 고량동 ~ 완주군 용진읍 용흥리) 8.0km 구간 확장 개통[48]
- 2016년 12월 30일 : 용두 ~ 동면간 도로(천안시 동남구 병천면 탑원리 ~ 동면 화계리) 3.91km 구간 확장 개통, 기존 3.63km 구간 폐지[49]
- 2017년 12월 31일 : 서천 ~ 보령간 도로 1공구(서천군 서천읍 오석리 ~ 보령시 주산면 신구리) 15.1km 구간 확장 개통 및 기존 총 6.223km 구간 폐지[50], 서천 ~ 보령간 도로 3공구(보령시 웅천읍 두룡리 ~ 남포면 옥동리) 13.14km 구간 확장 개통 및 기존 보령시 웅천읍 두룡리 ~ 남포면 읍내리 총 5.01km 구간 폐지[51]
- 2018년 12월 26일 : 정읍 부전 ~ 순창 쌍치간 도로(순창군 쌍치면 신성리 ~ 정읍시 부전동) 7.36km 구간 확장 개통 및 기존 순창군 쌍치면 종곡리 ~ 방산리 1.95km 구간과 정읍시 부전동 총 5.52km 구간 폐지[52]
- 2019년 12월 31일 : 순창 쌍치지내 도로(순창군 쌍치면 금평리 ~ 신성리) 6.44km 구간 확장 개통 및 기존 순창군 쌍치면 금평리 ~ 옥산리 760m 구간 폐지[53]
- 2020년 12월 30일 : 순창 동계 ~ 적성간 도로(순창군 동계면 구미리 ~ 관전리) 3.98km 구간 확장 개통[54]

## 주요 경유지
전북특별자치도
- 남원시 대강면 - 순창군 (적성면 · 동계면 · 인계면 · 구림면 · 쌍치면) - 정읍시 (부전동 · 금붕동 · 상동 · 구룡동 · 북면 · 정우면 · 태인면 · 옹동면 · 감곡면) - 김제시 (금산면 · 금구면) - 전주시 완산구 (용복동 · 중인동 · 원당동) - 완주군 (구이면 · 상관면) - 전주시 (완산구 (색장동 · 우아동 · 산정동 · 우아동 · 호성동) - 덕진구 (송천동 · 팔복동 · 고랑동 · 반월동 · 용정동 · 성덕동 · 화전동 · 도덕동 · 도도동)) - 익산시 춘포면 - 김제시 (백구면 · 공덕면) - 익산시 오산면 - 군산시 (대야면 · 개정면 · 옥산면 · 옥구읍 · 미룡동 · 신관동 · 개사동 · 산북동 · 내초동 · 소룡동 · 해망동 · 금동 · 장미동 · 신영동 · 금암동 · 중동 · 경암동 · 구암동 · 개정면 · 성산면 · 내흥동 · 성산면)

충청남도
- 서천군 (마서면 · 서천읍 · 종천면 · 비인면) - 보령시 (주산면 · 웅천읍 · 남포면 · 명천동 · 동대동 · 화산동 · 죽정동 · 주교면 · 주포면 · 청소면) - 홍성군 (은하면 · 광천읍 · 구항면 · 홍성읍 · 금마면 · 홍북읍) - 예산군 (응봉면 · 오가면 · 예산읍) - 아산시 (도고면 · 신창면 · 기산동 · 초사동 · 송악면 · 장존동 · 좌부동 · 배방읍 · 남동 · 배방읍 · 탕정면 · 배방읍) - 천안시 동남구 (신방동 · 용곡동 · 청당동 · 삼룡동 · 목천읍 · 성남면 · 병천면 · 성남면 · 수신면 · 병천면 · 동면)

충청북도
- 진천군 (진천읍 · 덕산면) - 음성군 (맹동면 · 금왕읍 · 생극면 · 감곡면)

경기도
- 이천시 장호원읍

## 노선
- (■): 자동차 전용도로 구간

### 전북특별자치도
| 이름                                  | 접속 노선                                                | 소재지                            | 소재지                                                          | 비고                                                   |
| ------------------------------------- | -------------------------------------------------------- | --------------------------------- | --------------------------------------------------------------- | ------------------------------------------------------ |
| 대강면행정복지센터                    |                                                          | 남원시                            | 대강면                                                          | 시점 지방도 제730호선과 중복                           |
| (이름 없음)                           | 지방도 제745호선 (금탄로)                                | 남원시                            | 대강면                                                          | 지방도 제730호선과 중복                                |
| 대강2 교차로                          | 국도 제13호선 (옥과 ~ 적성간 도로) 섬진로                | 남원시                            | 대강면                                                          | 국도 제13호선과 중복 지방도 제730호선과 중복           |
| 사석교 강석교 송내교                  |                                                          | 남원시                            | 대강면                                                          | 국도 제13호선과 중복 지방도 제730호선과 중복           |
| 송내 교차로                           | 섬진로                                                   | 남원시                            | 대강면                                                          | 국도 제13호선과 중복 지방도 제730호선과 중복           |
| 평촌 교차로                           | 곰재로                                                   | 남원시                            | 대강면                                                          | 국도 제13호선과 중복 지방도 제730호선과 중복           |
| 평촌삼거리                            | 지방도 제730호선 (유등로)                                | 남원시                            | 대강면                                                          | 국도 제13호선과 중복 지방도 제730호선과 중복           |
| 수홍삼거리                            | 국도 제24호선 (비홍로)                                   | 남원시                            | 대강면                                                          | 국도 제13, 24호선과 중복                               |
| 괴정삼거리                            | 국도 제24호선 (담순로)                                   | 순창군                            | 적성면                                                          | 국도 제13, 24호선과 중복                               |
| 신괴정교                              |                                                          | 순창군                            | 적성면                                                          | 국도 제13호선과 중복                                   |
| 서호교                                | 서호길                                                   | 순창군                            | 적성면                                                          | 국도 제13호선과 중복                                   |
| 서호교                                | 서호길                                                   | 순창군                            | 동계면                                                          | 국도 제13호선과 중복                                   |
| 현포삼거리                            | 동계로 마상길                                            | 순창군                            |                                                                 | 국도 제13호선과 중복                                   |
| 현포교                                |                                                          | 순창군                            |                                                                 | 국도 제13호선과 중복                                   |
| 연산사거리                            | 국도 제13호선 (충효로) 동계1길 연산길                    | 순창군                            | 국도 제13호선과 중복 지방도 제717호선과 중복                    |                                                        |
| 동계고등학교                          |                                                          | 순창군                            | 지방도 제717호선과 중복                                         |                                                        |
| 관전 교차로                           | 지방도 제717호선 (강동로)                                | 순창군                            | 지방도 제717호선과 중복                                         |                                                        |
| 관전교                                |                                                          | 순창군                            |                                                                 |                                                        |
| 내룡 교차로                           | 장군목길                                                 | 순창군                            |                                                                 |                                                        |
| 분문교                                |                                                          | 순창군                            |                                                                 |                                                        |
| (이름 없음)                           | 강경길                                                   | 순창군                            | 적성면                                                          |                                                        |
| 내월교                                |                                                          | 순창군                            | 적성면                                                          |                                                        |
| 내월삼거리                            | 적성로                                                   | 순창군                            | 적성면                                                          |                                                        |
| 운림삼거리                            | 인성로                                                   | 순창군                            | 적성면                                                          |                                                        |
| (이름 없음)                           | 세심로                                                   | 순창군                            | 인계면                                                          |                                                        |
| (이름 없음)                           | 인중로                                                   | 순창군                            | 인계면                                                          |                                                        |
| 인계초등학교                          |                                                          | 순창군                            | 인계면                                                          |                                                        |
| (이름 없음)                           | 호계길 서남로                                            | 순창군                            | 인계면                                                          |                                                        |
| 인계교차로                            | 국도 제27호선 (모악로)                                   | 순창군                            | 인계면                                                          |                                                        |
| 인계삼거리 (인계면행정복지센터)       | 인덕로                                                   | 순창군                            | 인계면                                                          |                                                        |
| (이름 없음)                           | 인덕로                                                   | 순창군                            | 인계면                                                          |                                                        |
| (이름 없음)                           | 구산로 회룡길                                            | 순창군                            | 구림면                                                          |                                                        |
| 둔기삼거리                            | 지방도 제729호선 (광암로)                                | 순창군                            | 구림면                                                          | 지방도 제729호선과 중복                                |
| (이름 없음)                           | 성곡로                                                   | 순창군                            | 구림면                                                          | 지방도 제729호선과 중복                                |
| 구림교삼거리                          | 지방도 제729호선 (연산2길)                               | 순창군                            | 구림면                                                          | 지방도 제729호선과 중복                                |
| 구림삼거리                            | 구림로                                                   | 순창군                            | 구림면                                                          |                                                        |
| 월정삼거리                            | 국가지원지방도 제55호선 지방도 제792호선 (강천로)        | 순창군                            | 구림면                                                          | 국가지원지방도 제55호선과 중복 지방도 제792호선과 중복 |
| 오정자삼거리                          | 지방도 제792호선 (강천로)                                | 순창군                            | 구림면                                                          | 국가지원지방도 제55호선과 중복 지방도 제792호선과 중복 |
| 운북삼거리                            | 장암길                                                   | 순창군                            | 구림면                                                          | 국가지원지방도 제55호선과 중복                         |
| (이름 없음)                           | 운항길                                                   | 순창군                            | 구림면                                                          | 국가지원지방도 제55호선과 중복                         |
| 밤재                                  |                                                          | 순창군                            | 구림면                                                          | 국가지원지방도 제55호선과 중복                         |
|                                       | 쌍치면                                                   | 순창군                            |                                                                 | 국가지원지방도 제55호선과 중복                         |
| 쌍치사거리                            | 국가지원지방도 제55호선 지방도 제715호선 (청정로) 쌍계로 | 순창군                            |                                                                 | 국가지원지방도 제55호선과 중복                         |
| 쌍갈매 교차로                         | 국도 제29호선 (순정로)                                   | 순창군                            | 국도 제29호선과 중복                                            |                                                        |
| 옥산 교차로                           | 국사봉로                                                 | 순창군                            | 국도 제29호선과 중복                                            |                                                        |
| 시산 교차로                           | 시산길                                                   | 순창군                            | 국도 제29호선과 중복                                            |                                                        |
| 시산1교 시산2교                       |                                                          | 순창군                            | 국도 제29호선과 중복                                            |                                                        |
| 둔전 교차로                           | 둔전길                                                   | 순창군                            | 국도 제29호선과 중복                                            |                                                        |
| 중안 교차로                           | 둔전2길                                                  | 순창군                            | 국도 제29호선과 중복                                            |                                                        |
| 탕곡 교차로                           | 탕곡길                                                   | 순창군                            | 국도 제29호선과 중복                                            |                                                        |
| 신성 교차로                           | 국가지원지방도 제49호선 (백방로)                         | 순창군                            | 국도 제29호선과 중복 국가지원지방도 제49호선과 중복             |                                                        |
| 방산 교차로                           | 순정로                                                   | 순창군                            | 국도 제29호선과 중복 국가지원지방도 제49호선과 중복             |                                                        |
| 개운치터널                            |                                                          | 순창군                            | 국도 제29호선과 중복 국가지원지방도 제49호선과 중복 연장 2,205m |                                                        |
| 개운치터널                            |                                                          | 김제시                            | 국도 제29호선과 중복 국가지원지방도 제49호선과 중복 연장 2,205m | 내장상동                                               |
| 운암교 백석교                         |                                                          | 김제시                            | 국도 제29호선과 중복 국가지원지방도 제49호선과 중복             | 내장상동                                               |
| 백석 교차로                           | 순정로                                                   | 김제시                            | 국도 제29호선과 중복 국가지원지방도 제49호선과 중복             | 내장상동                                               |
| 부무 교차로                           | 국가지원지방도 제49호선 (칠보산로)                       | 김제시                            | 국도 제29호선과 중복 국가지원지방도 제49호선과 중복             | 내장상동                                               |
| 부무교 부전교                         |                                                          | 김제시                            | 국도 제29호선과 중복                                            | 내장상동                                               |
| 내장 교차로                           | 내장산로                                                 | 김제시                            | 국도 제29호선과 중복                                            | 내장상동                                               |
| 내장상동주민센터                      |                                                          | 김제시                            | 국도 제29호선과 중복                                            | 내장상동                                               |
| 송산 교차로                           | 국도 제1호선 (정읍대로) 국도 제29호선 (내장산로)         | 김제시                            | 국도 제1호선과 중복 국도 제29호선과 중복                        | 내장상동                                               |
| 용호터널                              |                                                          | 김제시                            | 장명동                                                          | 국도 제1호선과 중복 상행 연장 285m 하행 연장 250m      |
| 용호 교차로                           | 지방도 제708호선 (정읍북로)                              | 김제시                            | 장명동                                                          | 국도 제1호선과 중복 지방도 제708호선과 중복            |
| 박동 교차로                           | 서부산업도로                                             | 김제시                            | 북면                                                            | 국도 제1호선과 중복 지방도 제708호선과 중복            |
| 정읍대교                              |                                                          | 김제시                            | 북면                                                            | 국도 제1호선과 중복 지방도 제708호선과 중복            |
| 화해 교차로                           | 지방도 제708호선 (칠북로)                                | 김제시                            | 북면                                                            | 국도 제1호선과 중복 지방도 제708호선과 중복            |
| 우산 교차로                           | 정읍북로                                                 | 김제시                            | 정우면                                                          | 국도 제1호선과 중복                                    |
| 지경 교차로                           | 태고로                                                   | 김제시                            | 정우면                                                          | 국도 제1호선과 중복                                    |
| 태인 교차로                           | 석지로                                                   | 김제시                            | 태인면                                                          | 국도 제1호선과 중복 태인 나들목과 연결                 |
| 왕림 교차로                           | 국도 제30호선                                            | 김제시                            | 태인면                                                          | 국도 제1호선과 중복                                    |
| 오성 교차로                           | 정읍북로                                                 | 김제시                            | 태인면                                                          | 국도 제1호선과 중복                                    |
| 녹동 교차로                           | 정읍북로                                                 | 김제시                            | 옹동면                                                          | 국도 제1호선과 중복                                    |
| 용호 교차로                           | 정읍북로                                                 | 김제시                            | 옹동면                                                          | 국도 제1호선과 중복                                    |
| 솔튼터널                              |                                                          | 김제시                            | 옹동면                                                          | 국도 제1호선과 중복 상행 연장 780m 하행 연장 700m      |
| 통석 교차로                           | 금평로 정읍북로                                          | 김제시                            | 감곡면                                                          | 국도 제1호선과 중복                                    |
| 원평 교차로                           | 지방도 제714호선 지방도 제736호선 (봉황로)               | 김제시                            | 금산면                                                          | 국도 제1호선과 중복                                    |
| 낙수 교차로                           | 지방도 제712호선 (봉남로) (원평로)                       | 김제시                            | 금산면                                                          | 국도 제1호선과 중복                                    |
| 봉은 교차로                           | 구성길                                                   | 김제시                            | 금산면                                                          | 국도 제1호선과 중복                                    |
| 용복 교차로                           | 양시로                                                   | 김제시                            | 금구면                                                          | 국도 제1호선과 중복                                    |
| 금구사거리                            | 대송로                                                   | 김제시                            | 금구면                                                          | 국도 제1호선과 중복                                    |
| 금구 나들목                           | 지방도 제714호선 (풍요로)                                | 김제시                            | 금구면                                                          | 국도 제1호선과 중복 김제 나들목과 연결                 |
| 월전삼거리                            | 봉두로                                                   | 김제시                            | 금구면                                                          | 국도 제1호선과 중복                                    |
| 대야삼거리                            | 지방도 제713호선 (이서남로)                              | 김제시                            | 금구면                                                          | 국도 제1호선과 중복                                    |
| 쑥고개 교차로                         | 국도 제1호선 국도 제27호선 (호남로) 쑥고개로             | 전주시                            | 완산구                                                          | 국도 제1호선과 중복 국도 제27호선과 중복               |
| 황소교                                |                                                          | 전주시                            | 완산구                                                          | 국도 제27호선과 중복                                   |
| 중인 교차로                           | 지방도 제712호선 (우림로)                                | 전주시                            | 완산구                                                          | 국도 제27호선과 중복                                   |
| 하봉교                                |                                                          | 전주시                            | 완산구                                                          | 국도 제27호선과 중복                                   |
| 구이 교차로                           | 국도 제27호선 (모악로)                                   | 전주시                            | 완산구                                                          | 국도 제27호선과 중복                                   |
| 구이대교 두현교 와동교                |                                                          | 완주군                            | 구이면                                                          |                                                        |
| 태봉 교차로                           | 평촌로                                                   | 완주군                            | 구이면                                                          |                                                        |
| 하척교                                |                                                          | 완주군                            | 구이면                                                          |                                                        |
| 광곡터널                              |                                                          | 완주군                            | 구이면                                                          | 연장 380m                                              |
| 광곡교                                |                                                          | 완주군                            | 구이면                                                          |                                                        |
| 고덕터널                              |                                                          | 완주군                            | 구이면                                                          | 상행 연장 920m 하행 연장 870m                          |
| 고덕터널                              | 상관면                                                   | 완주군                            |                                                                 | 상행 연장 920m 하행 연장 870m                          |
| 어두1교                               |                                                          | 완주군                            |                                                                 |                                                        |
| 상관 교차로                           | 국도 제17호선 (춘향로)                                   | 완주군                            | 국도 제17호선과 중복                                            |                                                        |
| 월암교                                |                                                          | 완주군                            | 국도 제17호선과 중복                                            |                                                        |
|                                       | 전주시                                                   | 완산구                            | 국도 제17호선과 중복                                            |                                                        |
| (이름 없음)                           | 전주시                                                   | 완산구                            | 국도 제17호선과 중복                                            | 신리로                                                 |
| 안적교 남단                           | 전주시                                                   | 완산구                            | 국도 제17호선과 중복                                            | 춘향로                                                 |
| 안적교                                | 전주시                                                   | 완산구                            | 국도 제17호선과 중복                                            |                                                        |
| 관암교                                | 전주시                                                   |                                   | 국도 제17호선과 중복                                            | 덕진구                                                 |
| 아중역광장                            | 전주시                                                   | 아중로 행치길                     | 국도 제17호선과 중복                                            | 덕진구                                                 |
| (이름 없음)                           | 전주시                                                   | 정언신로 행치길                   | 국도 제17호선과 중복                                            | 덕진구                                                 |
| 산정동                                | 전주시                                                   | 건산로                            | 국도 제17호선과 중복                                            | 덕진구                                                 |
| 우아네거리 (안덕원지하차도)           | 전주시                                                   | 국도 제26호선 (전진로) 안덕원로   | 국도 제17, 26호선과 중복                                        | 덕진구                                                 |
| 우아교                                | 전주시                                                   | 아중천변1길 아중천변2길           | 국도 제17, 26호선과 중복                                        | 덕진구                                                 |
| 역전광장 (전주역)                     | 전주시                                                   | 백제대로                          | 국도 제17, 26호선과 중복                                        | 덕진구                                                 |
| 전주기린중학교                        | 전주시                                                   |                                   | 국도 제17, 26호선과 중복                                        | 덕진구                                                 |
| 호성네거리                            | 전주시                                                   | 견훤로 초포다리로                 | 국도 제17, 26호선과 중복                                        | 덕진구                                                 |
| (일이삼한방병원)                      | 전주시                                                   | 소리로                            | 국도 제17, 26호선과 중복                                        | 덕진구                                                 |
| 전주출입국외국인사무소 호성동주민센터 | 전주시                                                   |                                   | 국도 제17, 26호선과 중복                                        | 덕진구                                                 |
| 차량등록사업소앞                      | 전주시                                                   | 국도 제26호선 (동부대로) 천마산로 | 국도 제17, 26호선과 중복                                        | 덕진구                                                 |
| 동산과선교                            | 전주시                                                   |                                   | 국도 제17호선과 중복                                            | 덕진구                                                 |
| 고당네거리                            | 전주시                                                   | 초포로 사거리길                   | 국도 제17호선과 중복                                            | 덕진구                                                 |
| 소양2교                               | 전주시                                                   |                                   | 국도 제17호선과 중복                                            | 덕진구                                                 |
|                                       | 완주군                                                   | 용진읍                            | 국도 제17호선과 중복                                            |                                                        |
| 용진삼거리                            | 완주군                                                   | 용진읍                            | 국도 제17호선과 중복                                            | 초포다리로                                             |
| 용진 교차로                           | 완주군                                                   | 용진읍                            | 국도 제17호선과 중복                                            | 국도 제17호선 (완주로)                                 |
| 용진교 신기교                         | 완주군                                                   | 용진읍                            |                                                                 |                                                        |
| (졸음쉼터)                            | 완주군                                                   | 용진읍                            |                                                                 | 하행 전용                                              |
| 소양대교                              | 완주군                                                   | 용진읍                            |                                                                 |                                                        |
|                                       | 전주시                                                   | 덕진구                            |                                                                 |                                                        |
| 하오교                                | 전주시                                                   | 덕진구                            |                                                                 |                                                        |
| 전미 교차로 (전미지하차도)            | 전주시                                                   | 덕진구                            | 과학로                                                          |                                                        |
| 전미졸음쉼터                          | 전주시                                                   | 덕진구                            |                                                                 | 상행 전용                                              |
| 신미 교차로 (신미지하차도)            | 전주시                                                   | 덕진구                            | 전미로                                                          |                                                        |
| 전주천교                              | 전주시                                                   | 덕진구                            |                                                                 |                                                        |
| 반월 교차로                           | 전주시                                                   | 덕진구                            | 삼례로                                                          |                                                        |
| 구증교 암실교 조촌교 용신교           | 전주시                                                   | 덕진구                            |                                                                 |                                                        |
| 용정 분기점 (용정교)                  | 전주시                                                   | 덕진구                            | 국도 제1호선 국도 제27호선 (호남로)                             |                                                        |
| 도도 교차로                           | 전주시                                                   | 덕진구                            | 국도 제26호선(번영로)                                           | 상행 진출 불가 하행 진입 불가                          |
| 도도교 마산3교                        | 전주시                                                   | 덕진구                            |                                                                 |                                                        |
| 마산2교                               | 전주시                                                   | 덕진구                            |                                                                 |                                                        |
|                                       | 김제시                                                   | 백구면                            |                                                                 |                                                        |
| 마산1교                               | 김제시                                                   | 백구면                            |                                                                 |                                                        |
| 학동 교차로                           | 김제시                                                   | 백구면                            | 국도 제26호선 (번영로)                                          |                                                        |
| 공덕 교차로                           | 김제시                                                   | 국도 제23호선 (하공로)            | 공덕면                                                          |                                                        |
| 공덕대교                              | 김제시                                                   |                                   | 공덕면                                                          |                                                        |
| 동군산 나들목 (대야교차로)            | 15호선 서해안고속도로 국도 제29호선 (금만로)             | 군산시                            | 대야면                                                          | 국도 제29호선과 중복                                   |
| 개정 교차로                           | 국도 제29호선 (금강로)                                   | 군산시                            | 개정면                                                          | 국도 제29호선과 중복                                   |
| 옥산 교차로                           | 지방도 제709호선 (옥산로)                                | 군산시                            | 옥산면                                                          |                                                        |
| 당북 교차로                           | 월명로                                                   | 군산시                            | 옥산면                                                          |                                                        |
| 군산대 교차로                         | 대학로                                                   | 군산시                            | 나운동                                                          |                                                        |
| 공항 교차로                           | 국도 제26호선 (공항로)                                   | 군산시                            | 미성동                                                          |                                                        |
| 옥녀 교차로                           | 옥녀로                                                   | 군산시                            | 미성동                                                          |                                                        |
| 매립장삼거리                          |                                                          | 군산시                            | 미성동                                                          |                                                        |
| 내초사거리                            | 내초로                                                   | 군산시                            | 미성동                                                          |                                                        |
| 엑스포사거리                          | 국도 제4호선 국도 제77호선 (새만금북로)                  | 군산시                            | 미성동                                                          | 국도 제4, 77호선과 중복                                |
| 변전소사거리                          | 동장산로 외항로                                          | 군산시                            | 소룡동                                                          | 국도 제4, 77호선과 중복                                |
| 대우삼거리                            | 장산로                                                   | 군산시                            | 소룡동                                                          | 국도 제4, 77호선과 중복                                |
| 여객터미널삼거리                      | 임해로                                                   | 군산시                            | 소룡동                                                          | 국도 제4, 77호선과 중복                                |
| 공단삼거리                            | 공단대로                                                 | 군산시                            | 소룡동                                                          | 국도 제4, 77호선과 중복                                |
| 외고삼거리                            | 국도 제26호선 (공항로)                                   | 군산시                            | 소룡동                                                          | 국도 제4, 26, 77호선과 중복                            |
| 월명터널삼거리                        | 월명로                                                   | 군산시                            | 해신동                                                          | 국도 제4, 26, 77호선과 중복                            |
| 해망 교차로                           | 국도 제4호선 국도 제77호선 (대백제로)                    | 군산시                            | 해신동                                                          | 국도 제4, 26, 77호선과 중복                            |
| 도선장사거리                          | 군산창길                                                 | 군산시                            | 월명동                                                          | 국도 제26호선과 중복                                   |
| 내항사거리                            | 국도 제26호선 국도 제27호선 (대학로)                     | 군산시                            | 월명동                                                          | 국도 제26, 27호선과 중복                               |
| 경우회앞                              | 죽성로                                                   | 군산시                            | 중앙동                                                          | 국도 제27호선과 중복                                   |
| 경암사거리                            | 국도 제26호선 (해망로)                                   | 군산시                            | 경암동                                                          | 국도 제27호선과 중복                                   |
| 진포사거리                            | 진포로                                                   | 군산시                            | 경암동                                                          | 국도 제27호선과 중복                                   |
| 연안사거리                            | 조촌로                                                   | 군산시                            | 경암동                                                          | 국도 제27호선과 중복                                   |
| 구암교삼거리                          | 구암3.1로                                                | 군산시                            | 구암동                                                          | 국도 제27호선과 중복                                   |
| 잠두삼거리                            | 백릉로                                                   | 군산시                            | 구암동                                                          | 국도 제27호선과 중복                                   |
| 구암삼거리                            | 구암3.1로                                                | 군산시                            | 구암동                                                          | 국도 제27호선과 중복                                   |
| 호덕교차로                            | 국도 제27호선 (구암로) 국도 제29호선 (금강로)            | 군산시                            | 개정면                                                          | 국도 제27호선과 중복 국도 제29호선과 중복              |
| 군산역교차로                          | 안정길 해령1길                                           | 군산시                            | 구암동                                                          | 국도 제29호선과 중복                                   |
| 하구둑사거리 (성산육교)               | 지방도 제709호선 (철새로) 강변로                         | 군산시                            | 성산면                                                          | 국도 제29호선과 중복                                   |
| 금강하구둑                            |                                                          | 군산시                            | 성산면                                                          | 국도 제29호선과 중복                                   |

기존 구간 (2009년 이전 노선)
- 전주시 쑥고개 교차로 - 국립전주박물관 - 전주우전중학교 - 우림교 - 우림교 교차로 - 효자광장 - 용머리고개 - 완산동간이정류소 - 완산교 남단 - 전주신흥고등학교 - 전주기전대학 - 어은교 서단 - 진북교 서단 - 서신교 서단 - 통일광장 - 서곡교 - 서곡사거리 - 미래페이퍼 - 하나로마트 전주점 - 화개네거리 - 전주월드컵경기장 - 조촌 교차로 - 전주 나들목 - 대흥 교차로

### 충청남도
| 이름                          | 접속 노선                                                              | 소재지                                | 소재지           | 비고                                                                        |
| ----------------------------- | ---------------------------------------------------------------------- | ------------------------------------- | ---------------- | --------------------------------------------------------------------------- |
| 금강하구둑                    |                                                                        | 서천군                                | 마서면           | 국도 제29호선과 중복                                                        |
| 하구둑사거리                  | 국도 제29호선 국가지원지방도 제68호선 (장산로)                         | 서천군                                | 마서면           | 국도 제29호선과 중복                                                        |
| 송내 교차로                   | 국도 제4호선 국도 제77호선 (대백제로)                                  | 서천군                                | 마서면           | 국도 제4, 77호선과 중복                                                     |
| 과선교 송내2교                |                                                                        | 서천군                                | 마서면           | 국도 제4, 77호선과 중복                                                     |
| 장항역사거리                  | 장항역길 장항산단로                                                    | 서천군                                | 마서면           | 국도 제4, 77호선과 중복                                                     |
| 덕암 교차로                   | 옥도로                                                                 | 서천군                                | 마서면           | 국도 제4, 77호선과 중복                                                     |
| 삼산 교차로                   | 삼산길                                                                 | 서천군                                | 서천읍           | 국도 제4, 77호선과 중복                                                     |
| 군사2 교차로                  | 지방도 제611호선 (장서로)                                              | 서천군                                | 서천읍           | 국도 제4, 77호선과 중복                                                     |
| 군사 교차로                   | 장항산단북로 충절로                                                    | 서천군                                | 서천읍           | 국도 제4, 77호선과 중복                                                     |
| (이름 없음)                   | 사곡로                                                                 | 서천군                                | 서천읍           | 국도 제4, 77호선과 중복                                                     |
| 서천 교차로                   | 국도 제4호선 (대백제로) 서천로                                         | 서천군                                | 서천읍           | 국도 제4, 77호선과 중복                                                     |
| 오산교                        |                                                                        | 서천군                                | 서천읍           | 국도 제77호선과 중복                                                        |
| 오산교                        |                                                                        | 서천군                                | 서천읍           | 국도 제77호선과 중복                                                        |
| 오산교                        | 종천면                                                                 | 서천군                                |                  | 국도 제77호선과 중복                                                        |
| 산천 교차로                   | 충서로92번길                                                           | 서천군                                |                  | 국도 제77호선과 중복                                                        |
| 화산 교차로                   | 종천화산길 충서로143번길                                               | 서천군                                |                  | 국도 제77호선과 중복                                                        |
| 당정 교차로                   | 지방도 제617호선 (장천로) 충서로302번길                                | 서천군                                |                  | 국도 제77호선과 중복                                                        |
| 당정천교                      |                                                                        | 서천군                                |                  | 국도 제77호선과 중복                                                        |
| 부내 교차로                   | 지방도 제617호선 (충서로)                                              | 서천군                                |                  | 국도 제77호선과 중복                                                        |
| 종천 교차로                   | 당정로                                                                 | 서천군                                |                  | 국도 제77호선과 중복                                                        |
| 종천교                        |                                                                        | 서천군                                |                  | 국도 제77호선과 중복                                                        |
| 다사 교차로                   | 충서로                                                                 | 서천군                                |                  | 국도 제77호선과 중복                                                        |
| 관리 교차로                   | 충서로                                                                 | 서천군                                | 비인면           | 국도 제77호선과 중복                                                        |
| 장포 교차로                   | 비인로                                                                 | 서천군                                | 비인면           | 국도 제77호선과 중복                                                        |
| (이름 없음)                   | 선도길                                                                 | 서천군                                | 비인면           | 국도 제77호선과 중복                                                        |
| 비인 교차로                   | 지방도 제607호선 (서인로) 비인로                                       | 서천군                                | 비인면           | 국도 제77호선과 중복                                                        |
| 성북1 교차로                  | 서인로1243번길                                                         | 서천군                                | 비인면           | 국도 제77호선과 중복                                                        |
| 성북교                        |                                                                        | 서천군                                | 비인면           | 국도 제77호선과 중복                                                        |
| 성북2 교차로                  | 충서로                                                                 | 서천군                                | 비인면           | 국도 제77호선과 중복                                                        |
| 비인1교                       |                                                                        | 서천군                                | 비인면           | 국도 제77호선과 중복                                                        |
| 춘장대 나들목 (춘장대 교차로) | 15호선 서해안고속도로 충서로                                           | 서천군                                | 비인면           | 국도 제77호선과 중복                                                        |
| 신구교                        |                                                                        | 서천군                                | 비인면           | 국도 제77호선과 중복                                                        |
|                               | 보령시                                                                 | 주산면                                |                  | 국도 제77호선과 중복                                                        |
| 야룡삼거리                    | 보령시                                                                 | 주산면                                | 만세운동길       | 국도 제77호선과 중복                                                        |
| 주산면 행정복지센터           | 보령시                                                                 | 주산면                                |                  | 국도 제77호선과 중복                                                        |
| 금암삼거리 주산초등학교       | 보령시                                                                 | 주산면                                | 주산벚꽃로       | 국도 제77호선과 중복                                                        |
| 산업단지교차로                | 보령시                                                                 | 주산면                                | 보령주산농공단지 | 국도 제77호선과 중복                                                        |
| 대창사거리                    | 보령시                                                                 | 독산로 장터6길                        | 웅천읍           | 국도 제77호선과 중복                                                        |
| 대창교                        | 보령시                                                                 |                                       | 웅천읍           | 국도 제77호선과 중복                                                        |
| 웅천교삼거리                  | 보령시                                                                 | 장터중앙길                            | 웅천읍           | 국도 제77호선과 중복                                                        |
| 대천리삼거리                  | 보령시                                                                 | 지방도 제606호선 (만수로)             | 웅천읍           | 국도 제77호선과 중복 지방도 제606호선과 중복                                |
| 무창포삼거리                  | 보령시                                                                 | 지방도 제606호선 (무창포로)           | 웅천읍           | 국도 제77호선과 중복 지방도 제606호선과 중복                                |
| 두룡2 교차로                  | 보령시                                                                 |                                       | 웅천읍           | 국도 제77호선과 중복                                                        |
| 두룡1 교차로                  | 보령시                                                                 |                                       | 웅천읍           | 국도 제77호선과 중복                                                        |
| 충혼탑 교차로                 | 보령시                                                                 |                                       | 웅천읍           | 국도 제77호선과 중복                                                        |
| 사현 교차로                   | 보령시                                                                 | 충서로                                | 남포면           | 국도 제77호선과 중복                                                        |
| 남포 교차로                   | 보령시                                                                 | 충서로 보령남로                       | 남포면           | 국도 제77호선과 중복                                                        |
| 명천 교차로                   | 보령시                                                                 | 국도 제40호선 (성주산로)              | 대천동           | 국도 제40, 77호선과 중복                                                    |
| 화산 교차로                   | 보령시                                                                 | 국도 제36호선 국도 제77호선 (대청로)  | 대천동           | 국도 제40, 77호선과 중복                                                    |
| 봉황터널                      | 보령시                                                                 |                                       | 대천동           | 국도 제40호선과 중복 연장 약 1120m                                          |
| 관창 교차로                   | 보령시                                                                 | 보령북로                              | 주교면           | 국도 제40호선과 중복                                                        |
| 주교사거리                    | 보령시                                                                 | 울계큰길                              | 주포면           | 국도 제40호선과 중복                                                        |
| 충서로사거리                  | 보령시                                                                 |                                       | 주포면           | 국도 제40호선과 중복                                                        |
| 관산사거리                    | 보령시                                                                 | 관산길 주포역길                       | 주포면           | 국도 제40호선과 중복                                                        |
| 봉당삼거리                    | 보령시                                                                 |                                       | 주포면           | 국도 제40호선과 중복                                                        |
| 주포사거리                    | 보령시                                                                 | 국도 제40호선 (충청수영로) 보령읍성길 | 주포면           | 국도 제40호선과 중복                                                        |
| 마강삼거리                    | 보령시                                                                 | 밖강술길                              | 주포면           | 지방도 제610호선과 중복                                                     |
| 통남삼거리                    | 보령시                                                                 | 야현정전길                            | 청소면           | 지방도 제610호선과 중복                                                     |
| 야현교                        | 보령시                                                                 |                                       | 청소면           | 지방도 제610호선과 중복                                                     |
| 청소 교차로                   | 보령시                                                                 | 청소큰길                              | 청소면           | 지방도 제610호선과 중복                                                     |
| 진죽사거리                    | 보령시                                                                 | 청소큰길                              | 청소면           |                                                                             |
| 재정삼거리                    | 보령시                                                                 | 김좌진로                              | 청소면           |                                                                             |
| 마동삼거리                    | 보령시                                                                 | 마동3길                               | 청소면           |                                                                             |
| 죽림교차로                    | 보령시                                                                 | 광천로                                | 청소면           |                                                                             |
| 옹암교차로                    | 광천로                                                                 | 홍성군                                | 광천읍           |                                                                             |
| 단아래사거리                  | 국가지원지방도 제96호선 (홍남로)                                       | 홍성군                                | 광천읍           |                                                                             |
| 신진삼거리                    | 광천로                                                                 | 홍성군                                | 광천읍           |                                                                             |
| 홍주여객                      |                                                                        | 홍성군                                | 광천읍           |                                                                             |
| 지정삼거리                    | 거북로                                                                 | 홍성군                                | 구항면           |                                                                             |
| 산업단지삼거리                | 충서로966번길                                                          | 홍성군                                | 구항면           |                                                                             |
| 마온교차로                    | 국도 제29호선 (남부순환로) 충서로                                      | 홍성군                                | 홍성읍           | 국도 제29호선과 중복                                                        |
| 학계교차로                    | 대학길                                                                 | 홍성군                                | 홍성읍           | 국도 제29호선과 중복 상행 진출 불가 하행 진입 불가                          |
| 영암교차로                    | 지방도 제609호선 (홍장북로)                                            | 홍성군                                | 홍성읍           | 국도 제29호선과 중복                                                        |
| 고암교차로                    | 국도 제29호선 (충절로)                                                 | 홍성군                                | 홍성읍           | 국도 제29호선과 중복                                                        |
| 장성교차로                    | 충서로                                                                 | 홍성군                                | 금마면           | 상행 진출 불가                                                              |
| 신곡사거리                    | 충서로910번길                                                          | 홍성군                                | 금마면           |                                                                             |
| 배양삼거리                    | 지방도 제616호선 (금마로)                                              | 홍성군                                | 금마면           |                                                                             |
| 화양삼거리                    | 금북로                                                                 | 홍성군                                | 금마면           |                                                                             |
| 부평사거리                    | 광금북로                                                               | 홍성군                                | 금마면           |                                                                             |
| 대교교차로                    | 봉수산로                                                               | 홍성군                                | 금마면           |                                                                             |
| (이름 없음)                   | 매죽헌길                                                               | 홍성군                                | 홍북읍           |                                                                             |
| (이름 없음)                   | 응봉로                                                                 | 예산군                                | 응봉면           |                                                                             |
| 응봉사거리                    | 지방도 제619호선 (예당로)                                              | 예산군                                | 응봉면           |                                                                             |
| (교차로 이름 미상)            | 지방도 제602호선 (충남대로)                                            | 예산군                                | 응봉면           | 상행 진출 불가 하행 진입 불가                                               |
| 예산수덕사 나들목             | 30호선 서산영덕고속도로                                                | 예산군                                | 오가면           |                                                                             |
| 면허시험장사거리              | 국사봉로 오신로                                                        | 예산군                                | 오가면           |                                                                             |
| 오가사거리                    | 신장원평길 오가중앙로                                                  | 예산군                                | 오가면           |                                                                             |
| 예산대교                      |                                                                        | 예산군                                | 예산읍           |                                                                             |
| 무한교차로                    | 국도 제32호선 국가지원지방도 제70호선 지방도 제618호선 (차동로) 예산로 | 예산군                                | 예산읍           | 국도 제32호선과 중복 국가지원지방도 제70호선과 중복 지방도 제618호선과 중복 |
| 예산지하차도                  | 금오대로                                                               | 예산군                                | 예산읍           | 국도 제32호선과 중복 국가지원지방도 제70호선과 중복 지방도 제618호선과 중복 |
| 발연 교차로                   | 지방도 제618호선 (황금뜰로)                                            | 예산군                                | 예산읍           | 국도 제32호선과 중복 국가지원지방도 제70호선과 중복 지방도 제618호선과 중복 |
| 석양교차로                    | 국도 제45호선 국가지원지방도 제70호선 (윤봉길로)                       | 예산군                                | 예산읍           | 국도 제32, 45호선과 중복 국가지원지방도 제70호선과 중복                     |
| 관작삼거리                    | 신례원로                                                               | 예산군                                | 예산읍           | 국도 제32, 45호선과 중복                                                    |
| 창소사거리                    | 창말로 추사로                                                          | 예산군                                | 예산읍           | 국도 제32, 45호선과 중복                                                    |
| 점촌삼거리                    | 신례원로                                                               | 예산군                                | 예산읍           | 국도 제32, 45호선과 중복                                                    |
| 간양교차로                    | 국도 제32호선 (예당평야로)                                             | 예산군                                | 예산읍           | 국도 제32, 45호선과 중복                                                    |
| 금산리교차로                  | 지방도 제645호선 (아산만로)                                            | 아산시                                | 도고면           | 국도 제45호선과 중복 지방도 제645호선과 중복                                |
| 금산삼거리                    | 온천대로207번길                                                        | 아산시                                | 도고면           | 국도 제45호선과 중복 지방도 제645호선과 중복                                |
| 시전사거리                    | 지방도 제645호선 (도고산로)                                            | 아산시                                | 도고면           | 국도 제45호선과 중복 지방도 제645호선과 중복                                |
| 도고온천역                    |                                                                        | 아산시                                | 도고면           | 국도 제45호선과 중복                                                        |
| 향산사거리                    | 신통길                                                                 | 아산시                                | 도고면           | 국도 제45호선과 중복                                                        |
| 순천향대학교                  |                                                                        | 아산시                                | 신창면           | 국도 제45호선과 중복                                                        |
| 순천향대삼거리                | 지방도 제623호선 (순천향로)                                            | 아산시                                | 신창면           | 국도 제45호선과 중복 지방도 제623호선과 중복                                |
| 읍내삼거리                    | 지방도 제623호선 (서부남로)                                            | 아산시                                | 신창면           | 국도 제45호선과 중복 지방도 제623호선과 중복                                |
| 읍내 교차로                   | 국도 제39호선 국도 제45호선 (온양순환로) 온천대로                      | 아산시                                | 신창면           | 국도 제39호선과 중복 국도 제45호선과 중복                                   |
| 행목 교차로                   | 지방도 제623호선 (순천향로)                                            | 아산시                                | 신창면           | 국도 제39호선과 중복                                                        |
| 초사 교차로                   | 무궁화로                                                               | 아산시                                | 온양동           | 국도 제39호선과 중복                                                        |
| 장존 교차로                   | 국도 제39호선 (의암로)                                                 | 아산시                                | 온양동           | 국도 제39호선과 중복                                                        |
| 좌부 교차로                   | 지방도 제623호선 (고불로)                                              | 아산시                                | 온양동           |                                                                             |
| 남동 교차로                   | 온천대로 모산로 순천향로                                               | 아산시                                | 배방읍           |                                                                             |
| 모산사거리 (배방역)           | 배방로 한내로                                                          | 아산시                                | 배방읍           |                                                                             |
| 공수 교차로                   | 온천대로                                                               | 아산시                                | 배방읍           |                                                                             |
| 은수 교차로                   | 국도 제43호선 (세종평택로) 북수동로                                    | 아산시                                | 배방읍           | 북수 교차로와 연결                                                          |
| 봉강삼거리 봉강교             | 호서로                                                                 | 아산시                                | 배방읍           |                                                                             |
| 세교 교차로 (세교지하차도)    | 새아산로                                                               | 아산시                                | 배방읍           |                                                                             |
| 장재1 교차로                  | 희망로                                                                 | 아산시                                | 배방읍           |                                                                             |
| 장재2 교차로 (장재지하차도)   | 고속철대로                                                             | 아산시                                | 배방읍           |                                                                             |
| 신방삼거리 (신방지하차도)     | 충무로                                                                 | 천안시                                | 동남구           |                                                                             |
| 하신삼거리                    | 신촌4로                                                                | 천안시                                | 동남구           |                                                                             |
| 새말사거리                    | 서부대로                                                               | 천안시                                | 동남구           |                                                                             |
| 남부고가교                    | 풍세로                                                                 | 천안시                                | 동남구           | 상행 진입 불가 하행 진출 불가                                               |
| 남부고가교                    | 광풍로                                                                 | 천안시                                | 동남구           | 상행 진출 불가 하행 진입 불가                                               |
| 청룡지하차도                  | 청당5로 청수4로                                                        | 천안시                                | 동남구           |                                                                             |
| 청삼 교차로 (청삼고가차도)    | 국도 제1호선 국도 제23호선 (천안대로)                                  | 천안시                                | 동남구           |                                                                             |
| 갈뫼교                        |                                                                        | 천안시                                | 동남구           |                                                                             |
| 취암산터널                    |                                                                        | 천안시                                | 동남구           | 연장 1,360m                                                                 |
| 취암산터널                    | 동남구 목천읍                                                          | 천안시                                |                  | 연장 1,360m                                                                 |
| 교천교                        |                                                                        | 천안시                                |                  |                                                                             |
| 교천 교차로                   | 교천2길                                                                | 천안시                                |                  |                                                                             |
| 신계 교차로 (신계육교)        | 충절로                                                                 | 천안시                                |                  |                                                                             |
| 신계1교 신계2교 목주교        |                                                                        | 천안시                                |                  |                                                                             |
| 운전 교차로                   | 신사운전길                                                             | 천안시                                |                  |                                                                             |
| 화성 교차로                   | 5산단로                                                                | 천안시                                | 동남구 성남면    |                                                                             |
| 장산2생태통로                 |                                                                        | 천안시                                | 동남구 수신면    | 연장 약 15m                                                                 |
| 강당교 봉화교                 |                                                                        | 천안시                                | 동남구 수신면    |                                                                             |
| 장산 교차로 (장산교)          | 지방도 제693호선 (수신로)                                              | 천안시                                | 동남구 수신면    |                                                                             |
| 병천교                        |                                                                        | 천안시                                | 동남구 수신면    |                                                                             |
|                               | 동남구 병천면                                                          | 천안시                                |                  |                                                                             |
| 창들2 교차로                  | 지방도 제696호선 (매봉로)                                              | 천안시                                |                  |                                                                             |
| 매봉산터널                    |                                                                        | 천안시                                | 연장 360m        |                                                                             |
| 용두1교 용두2교               |                                                                        | 천안시                                |                  |                                                                             |
| 용두 교차로                   | 용두리2길                                                              | 천안시                                |                  |                                                                             |
| 구도 교차로                   | 구도2길                                                                | 천안시                                | 동남구 동면      |                                                                             |
| 화계 교차로                   | 충절로                                                                 | 천안시                                | 동남구 동면      |                                                                             |
| 동면삼거리                    | 동산1길                                                                | 천안시                                | 동남구 동면      |                                                                             |
| 동산삼거리                    | 화복로                                                                 | 천안시                                | 동남구 동면      |                                                                             |

기존 구간 (2009년 이전 노선)
- 홍성군 마온 교차로 - 남장삼거리 - 한국폴리텍4대학 홍성캠퍼스 - 홍성경찰서 - 옥암3 교차로 - 옥암2 교차로 - 신촌삼거리 - 한국전력공사 홍성지사 - 소월교 - 소향삼거리 - 덕산동사거리 - 홍성고사거리 - 의사1교 - 대교사거리 - 대교1 교차로 - 홍양교 - 장성 교차로

기존 구간 (2010년 이전 노선)
- 보령시 남포삼거리 - 보령종합경기장 - 보령시보건소 - 보령요양원 - 명천삼거리 - 대천여객자동차 - 시청삼거리 - 대천4동행정복지센터 - 한내초등학교 - 보령고용복지센터 - 보령도서관 - 대천중학교 - 수청사거리 - 주공사거리 - 동대사거리 - 보령해양경찰서 - 한내대교 - 한내교사거리 - 보령시립중앙도서관 - 신평사거리 - 보령시자원봉사센터 - 파레스삼거리 - 보령교육지원청 - 관촌사거리 - 신대사거리 - 주포교 - 점촌사거리 - 충남정심원 - 관창사거리 - 관창 교차로

기존 구간 (2016년 이전 노선)
- 천안시 창들 교차로 - 합수 교차로 - 탑원 교차로 - 병천중고등학교 - 화계 교차로

### 충청북도
| 이름                                    | 접속 노선                                | 소재지 | 소재지 | 비고                                            |
| --------------------------------------- | ---------------------------------------- | ------ | ------ | ----------------------------------------------- |
| 보탑사삼거리                            | 지방도 제313호선 (문사로) 김유신길       | 진천군 | 진천읍 |                                                 |
| 성암초등학교                            |                                          | 진천군 | 진천읍 |                                                 |
| 사석삼거리                              | 문진로                                   | 진천군 | 진천읍 |                                                 |
| 잣고개                                  |                                          | 진천군 | 진천읍 |                                                 |
| 군청사거리 진천군청                     | 문화로 상산로                            | 진천군 | 진천읍 |                                                 |
| 벽암사거리                              | 국도 제34호선 (백곡로) 중앙북로          | 진천군 | 진천읍 | 국도 제34호선과 중복                            |
| 성석사거리                              | 중앙동로 진광로                          | 진천군 | 진천읍 | 국도 제34호선과 중복                            |
| 신성사거리                              | 국도 제34호선 (문화로) 원덕로            | 진천군 | 진천읍 | 국도 제34호선과 중복                            |
| 진천 나들목 (안골삼거리)                | 35호선 중부고속도로                      | 진천군 | 진천읍 |                                                 |
| 가산삼거리                              | 가산길                                   | 진천군 | 진천읍 |                                                 |
| (이름 없음)                             | 덕금로                                   | 진천군 | 덕산읍 |                                                 |
| (이름 없음)                             | 습지길                                   | 진천군 | 덕산읍 |                                                 |
| (이름 없음)                             | 지방도 제513호선 (초금로)                | 진천군 | 덕산읍 |                                                 |
| 용몽 교차로                             | 용몽로                                   | 진천군 | 덕산읍 |                                                 |
| 신돈 교차로                             | 지방도 제533호선 (원중로)                | 음성군 | 맹동면 |                                                 |
| 본성 교차로                             | 지방도 제533호선 (덕금로)                | 음성군 | 맹동면 |                                                 |
| 마산 교차로                             | 지방도 제533호선 (대동로)                | 음성군 | 맹동면 |                                                 |
| 삼봉교                                  |                                          | 음성군 | 금왕읍 |                                                 |
| 금왕꽃동네 나들목 (금왕꽃동네IC 교차로) | 40호선 평택제천고속도로 맹동산단지원로   | 음성군 | 금왕읍 |                                                 |
| 유촌 교차로                             | 유촌로                                   | 음성군 | 금왕읍 |                                                 |
| 새터교 오선2교                          |                                          | 음성군 | 금왕읍 |                                                 |
| 오선 교차로                             | 국가지원지방도 제82호선 (대금로)         | 음성군 | 금왕읍 |                                                 |
| 가진교                                  |                                          | 음성군 | 금왕읍 |                                                 |
| 내송 교차로                             | 지방도 제329호선 (금일로) (진성로)       | 음성군 | 금왕읍 |                                                 |
| 덕동교 굴암교 응천교                    |                                          | 음성군 | 금왕읍 |                                                 |
| 정생 교차로                             | 국도 제37호선 (생음대로)                 | 음성군 | 금왕읍 | 국도 제37호선과 중복                            |
| 도신 교차로                             | 생삼로                                   | 음성군 | 생극면 | 국도 제37호선과 중복                            |
| 병암 교차로                             | 지방도 제306호선 (일생로) 음성로         | 음성군 | 생극면 | 국도 제37호선과 중복 지방도 제306호선과 중복    |
| 생극사거리                              | 오신로                                   | 음성군 | 생극면 | 국도 제37호선과 중복 지방도 제306호선과 중복    |
| 생극 교차로                             | 국도 제3호선 지방도 제306호선 (중원대로) | 음성군 | 생극면 | 국도 제3, 37호선과 중복 지방도 제306호선과 중복 |
| 차평 교차로                             | 음성로                                   | 음성군 | 생극면 | 국도 제3, 37호선과 중복                         |
| 원당교차로                              | 지방도 제520호선 (원당길)                | 음성군 | 감곡면 | 국도 제3, 37호선과 중복                         |
| 청미천교                                |                                          | 음성군 | 감곡면 | 국도 제3, 37호선과 중복                         |

### 경기도
| 이름        | 접속 노선                                                      | 소재지 | 소재지   | 비고                    |
| ----------- | -------------------------------------------------------------- | ------ | -------- | ----------------------- |
| 청미천교    |                                                                | 이천시 | 장호원읍 | 국도 제3, 37호선과 중복 |
| 진암 나들목 | 국도 제3호선 (중원대로) 국도 제37호선 국도 제38호선 (서동대로) | 이천시 | 장호원읍 | 국도 제3, 37호선과 중복 |

## 도로명
전북특별자치도
- 남원시 대강면 대강면 행정복지센터 ~ 수홍삼거리 : 섬진로
- 남원시 대강면 수홍삼거리 ~ 순창군 적성면 괴정삼거리 : 비홍로
- 순창군 적성면 괴정삼거리 ~ 동계면 연산사거리 : 충효로
- 순창군 동계면 연산사거리 ~ 관전삼거리 : 강동로
- 순창군 동계면 관전삼거리 ~ 구미리 : 귀미로
- 순창군 동계면 구미리 ~ 적성면 내월삼거리 : 장군목길
- 순창군 적성면 내월삼거리 ~ 운림삼거리 : 적성로
- 순창군 적성면 운림삼거리 ~ 인계면 인계삼거리 : 인성로
- 순창군 인계면 인계삼거리 ~ 도룡리 : 인덕로
- 순창군 인계면 도룡리 ~ 구림면 구림삼거리 : 구인로
- 순창군 구림면 구림삼거리 ~ 월정삼거리 : 구림로
- 순창군 구림면 월정삼거리 ~ 오정자삼거리 : 강천로
- 순창군 구림면 오정자삼거리 ~ 쌍치면 쌍치사거리 : 밤재로
- 순창군 쌍치면 쌍치사거리 ~ 쌍갈매삼거리 : 청정로
- 순창군 쌍치면 쌍갈매삼거리 ~ 정읍시 내장상동 부전사거리 : 순정로
- 정읍시 내장상동 부전사거리 ~ 송산 교차로 : 내장산로
- 정읍시 내장상동 송산 교차로 ~ 감곡면 계룡리 : 정읍대로
- 김제시 금산면 구월리 ~ 전주시 완산구 쑥고개 교차로 : 선비로
- 전주시 완산구 쑥고개 교차로 ~ 완주군 상관면 상관 교차로 : 호남로
- 완주군 상관면 상관 교차로 ~ 전주시 완산구 안적교 남단 : 춘향로
- 전주시 완산구 안적교 남단 ~ 덕진구 전주 나들목 : 동부대로
- 전주시 덕진구 전주 나들목 ~ 조촌 교차로 : 온고을로
- 전주시 덕진구 조촌 교차로 ~ 대흥 교차로 : 번영로
- 전주시 덕진구 대흥 교차로 ~ 도도 교차로 : 도로명 없음
- 전주시 덕진구 도도 교차로 ~ 군산시 미성동 엑스포사거리 : 새만금북로
- 군산시 미성동 엑스포사거리 ~ 소룡동 변전소사거리 : 동장산로
- 군산시 소룡동 변전소사거리 ~ 여객터미널삼거리 : 외항로
- 군산시 소룡동 여객터미널삼거리 ~ 경암동 경암사거리 : 해망로
- 군산시 경암동 경암사거리 ~ 구암동 구암교삼거리 : 구암3.1로
- 군산시 구암동 구암교삼거리 ~ 개정면 호덕 교차로 : 구암로
- 군산시 개정면 호덕 교차로 ~ 성산면 금강하구둑 : 금강로

충청남도
- 서천군 마서면 금강하구둑 ~ 송내 교차로 : 금강로
- 서천군 마서면 송내 교차로 ~ 서천읍 오석사거리 : 대백제로
- 서천군 서천읍 오석사거리 ~ 홍성군 홍성읍 마온 교차로 : 충서로
- 홍성군 홍성읍 마온 교차로 ~ 금마면 장성 교차로 : 남부순환로
- 홍성군 금마면 장성 교차로 ~ 예산군 예산읍 궁평리 : 충서로
- 아산시 도고면 효자리 ~ 신창면 읍내 교차로 : 온천대로
- 아산시 신창면 읍내 교차로 ~ 배방읍 남동 교차로 : 온양순환로
- 아산시 배방읍 남동 교차로 ~ 장재지하차도 동단 : 온천대로
- 천안시 동남구 신방동 ~ 신방삼거리 : 충무로
- 천안시 동남구 신방삼거리 ~ 수신면 창들2 교차로 : 남부대로
- 천안시 동남구 수신면 창들2 교차로 ~ 동면 화계 교차로 : 도로명 미정
- 천안시 동남구 동면 화계 교차로 ~ 덕성리 : 충절로

충청북도
- 진천군 진천읍 금암리 ~ 사석삼거리 : 금사로
- 진천군 진천읍 사석삼거리 ~ 군청사거리 : 문진로
- 진천군 진천읍 군청사거리 ~ 신성사거리 : 문화로
- 진천군 진천읍 신성사거리 ~ 가산리 : 덕금로
- 진천군 진천읍 가산리 ~ 음성군 금왕읍 정생 교차로 : 진성로
- 음성군 금왕읍 정생 교차로 ~ 생극면 생극 교차로 : 생음대로
- 음성군 생극면 생극 교차로 ~ 감곡면 청미천교 : 중원대로

경기도
- 이천시 장호원읍 청미천교 ~ 진암 나들목 : 중원대로

## 자동차 전용도로 구간
아래 구간은 국토교통부에서 지정한 자동차 전용도로 구간이므로 보행자, 자전거 등은 통행할 수 없다. 이륜자동차 (모터사이클 혹은 오토바이)는 긴급자동차 (싸이카 및 소방용 모터사이클 등)에 한해 통행이 가능하며, 그 밖의 이륜자동차와 경운기, 우마차, 트랙터, 손수레는 통행할 수 없다.
| 도로명                 | 시점                                       | 종점                                       | 총연장 (km) | 차로수 | 지정일           |
| ---------------------- | ------------------------------------------ | ------------------------------------------ | ----------- | ------ | ---------------- |
| 호남로                 | 전라북도 완주군 상관면 신리(상관 교차로)   | 전라북도 전주시 완산구 원당동(구이 교차로) | 8.91        | 4      | 2004년 7월 5일   |
| 호남로                 | 전라북도 전주시 완산구 원당동(구이 교차로) | 전라북도 전주시 덕진구 용정동(대흥 교차로) | 17.5        | 4      | 2004년 7월 5일   |
| (대흥 ~ 도도 연결도로) | 전라북도 전주시 덕진구 용정동(대흥 교차로) | 전라북도 전주시 덕진구 도덕동(도도 교차로) | 2.3         | 4      | 2004년 7월 5일   |
| 새만금북로             | 전라북도 전주시 덕진구 조촌동(도도 교차로) | 전라북도 군산시 내초동(옥녀 교차로)        | 45.5        | 4, 6   | 1997년 12월 20일 |
| 새만금북로             | 전라북도 전주시 덕진구 용정동(용정 분기점) | 전라북도 완주군 용진면 용흥리              | 11.23       | 4      | 2011년 3월 28일  |
| 충서로                 | 충청남도 보령시 남포면 옥동리(남포 교차로) | 충청남도 보령시 주교면 관창리(관창 교차로) | 10.4        | 4      | 2002년 12월 9일  |
| 온양순환로             | 충청남도 아산시 남동(남동 교차로)          | 충청남도 아산시 신창면 읍내리(읍내 교차로) | 12.7        | 4      | 1998년 9월 24일  |